# Passiflora aristulata
Passiflora aristulata är en passionsblomsväxtart som beskrevs av Maxwell Tylden Masters. Passiflora aristulata ingår i släktet passionsblommor, och familjen passionsblomsväxter. Inga underarter finns listade i Catalogue of Life.